# 오츄로
오츄로 (일본어: 御中﨟 おちゅうろう[*])는 에도 시대 오오쿠의 직책 중 하나이다. 정원은 8명 정도였다. 쇼군 또는 미다이도코로의 신변을 돌보는 직책이었다. 오오쿠의 시녀 중에서 가문이나 용모가 좋은 사람이 오토시요리 등의 천거로 선택되었다.
쇼군은 주로 "쇼군 소속 오츄로" 중에서 측실을 골랐다. 쇼군 소속 오츄로는 처음부터 모두 측실 후보였다.
"미다이도코로 소속 오츄로" (원래는 오오쿠 오츄로 전원이 미다이도코로 소속 일터)가 쇼군의 눈에 띈 경우엔, 미다이도코로의 승낙을 얻은 후, 미다이도코로로부터 쇼군에게 헌상되는 형태가 되었다. 그러나, 이 경우엔, 지명된 "미다이도코로 소속 오츄로"에게 거부권은 있었지만, 거부했을 경우에는 영원한 휴가 (사직)를 해야했다. 승은을 입은(お手つき) 오츄로는 뒤에서는 "더럽혀진 사람(汚れた者)", 입지 않은 사람은 "깨끗한 사람(お清の者)"라 부르는, 질투를 받아야하는 상황이 있었다. 또, 카루타토리의 "오테츠키(お手つき)"는 "오테츠키츄로(승은을 입은 츄로)"라고 통하기 때문에, 미다이도코로 방에서는 카루타토리를 하는 경우, "오테츠키"를 "오마치가이(おまちがい)"라 고쳐 불렀다고 한다.
"오키요이(お清)"의 츄로는 미다이도코로나 측실이 쇼군과 하룻밤을 함께할 때, 장지문을 사이에 두고 잠자리에서의 소리를 다 듣고, 다음날 오토시요리에게 보고하는 역할도 했다. 이는, "오오쿠핫토(大奥法度)"에 의해 측실이 잠자리에서 쇼군에게 개인적으로 조르는 것을 금지하기 위함이었다.
오츄로보다 하급의 시녀가 쇼군의 눈에 띄었을 경우, 그 시녀는 일단 쇼군 소속 오츄로로 승진한 후, 침실에 들어갔다. 오테츠키츄로도 30살이 넘으면 "오시토네고멘(お褥御免)" 또는 "오시토네스베리(お褥すべり)"라 하여, 측실으로서의 역할을 사퇴하는 관례가 있었다.
쇼군이 죽은 후, 측실은 (원칙적으론) 삭발하여 뒷머리를 짧게 자르고 가체를 올리지 않는 "키리가미(切り髪)"가 되어, ○○인(○○院)이라는 원호를 받고 오오쿠를 떠났다. 쇼군의 아이를 낳은 측실 (오헤야사마, 오하라사마)은 니노마루나 산노마루로 옮겼지만, 아이를 낳지 못한 오테츠키 츄로는, 사쿠라다 고요야시키에 보내져, 쇼군의 명복을 비는 생활을 일 평생 강요당하며, 본가로는 돌아가는 것이 허락되지 않는 삶을 살았다. 본가로 돌아갈 수 있었던 사람은 "오키요이(お清)" 츄로 뿐이었다. 